# Grunia Suchariewa
Grunia Jefimowna Suchariewa (G.E. Suchariewa, ros. Груня Ефимовна Сухарева, ur. 11 listopada 1891 w Kijowie, zm. 26 kwietnia 1981 w Moskwie) – radziecka psychiatra dziecięca. Jako pierwsza opublikowała naukowy opis objawów autystycznych (w 1925 roku).

## Życiorys
Suchariewa urodziła się w Kijowie, w żydowskiej rodzinie, jako córka Chaima Fajtelewicza i Rachil Josifowny Suchariewy. W latach 1917–1921 pracowała w szpitalu psychiatrycznym w Kijowie, a następnie w Moskwie w sanatorium dla dzieci osieroconych podczas wojny i rewolucji. Tam badała autystyczne dzieci, studiowała również zespół stresu pourazowego na podstawie wojennych doświadczeń młodych pacjentów. Uważała, że potrzebne są znaczące czynniki społeczne, by wystąpiły zaburzenia osobowości u dzieci i młodzieży. Niektóre z czynników, które omawiała w odniesieniu do zaburzeń osobowości, to niewspierające środowisko rodzinne i struktura społeczna. W 1933 roku wróciła na Ukrainę, by kierować wydziałem psychiatrii na Charkowskim Uniwersytecie Państwowym. W 1935 roku stworzyła w Centralnym Instytucie Podyplomowego Kształcenia Medycznego Wydział Psychiatrii Dziecięcej, który prowadziła do 1965 roku. Suchariewa opublikowała ponad 150 artykułów, sześć monografii i kilka podręczników.

## Opis objawów autystycznych
Suchariewa badała autystyczne dzieci i opisała ich objawy w sposób bliski współczesnemu opisowi autyzmu w DSM V. Jako pierwsza, w 1925 roku opublikowała szczegółowy opis objawów autystycznych. Praca została opublikowana w języku rosyjskim, a rok później w niemieckim tłumaczeniu. Początkowo Suchariewa używała terminu „psychopatia schizoidalna (ekscentryczna)”, ale później zastąpiła go „autystyczną (patologiczną unikową) psychopatią”, aby opisać kliniczny obraz autyzmu. Artykuł powstał prawie dwie dekady przed opisami przypadków opisanymi przez Hansa Aspergera i Leo Kannera, długo uważanymi za pierwsze prace w tej dziedzinie. Mogło to być spowodowane różnymi barierami politycznymi i językowymi w tamtym czasie. Biorąc pod uwagę małą liczbę czasopism akademickich dotyczących psychologii, jest możliwe, że Hans Asperger przeczytał pracę Suchariewy. Leo Kanner z kolei cytował Suchariewą w artykule z 1949 roku.

## Wybrane publikacje
- G.E. Suchariewa: Psychiatria wieku dziecięcego: wykłady kliniczne. E. Wilczkowski i W. Pogorzelski (red.); H. Flatau, W. Pogorzelski, E. Sobolewski (tłum.). Wydawnictwo Lekarskie PZWL, 1958. Brak numerów stron w książce
- G.E. Suchariewa: Stany reaktywne i psychopatie w klinice dziecięcej. Wydawnictwo Lekarskie PZWL, 1965. Brak numerów stron w książce
- G.E. Suchariewa: Psychiatria wieku dziecięcego: klinika oligofrenii. Ewa Andrzejewska, Halina Traczyńska-Kubin (tłum.). Wydawnictwo Lekarskie PZWL, 1969. Brak numerów stron w książce